# 추크

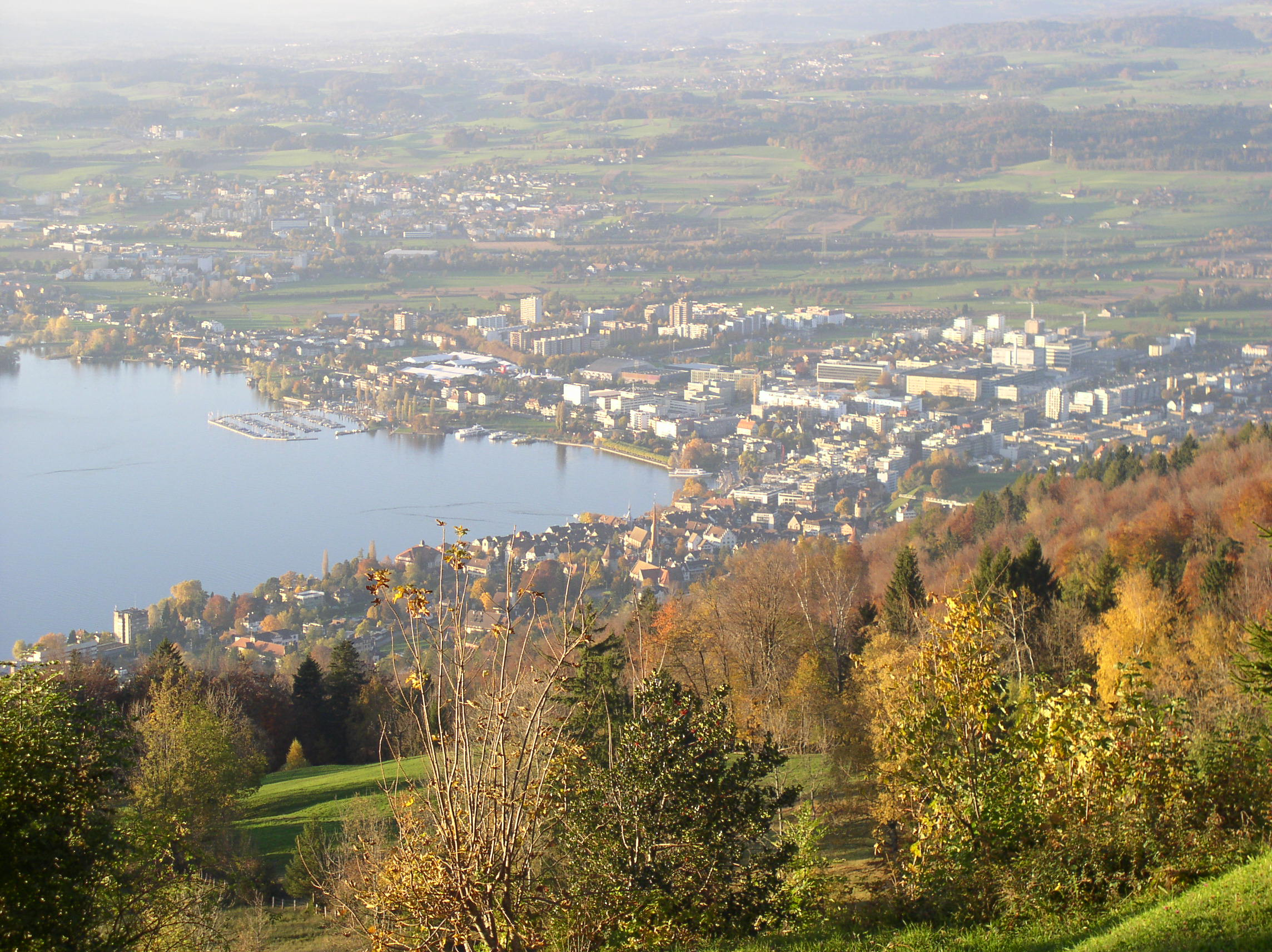

추크(독일어: Zug (도움말·정보))는 스위스의 도시로, 추크 주의 주도이다. 추크호 북부어 위치하고 있다. 한국 언론에서는 주크라고 많이 보도되고 있다.
추크라는 이름은 낚시 용어에서 유래했다. 중세 시대에는 그물을 끌어올릴 권리를 말했고, 따라서 물고기를 잡을 권리를 말하는 것이다.
2020년 12월 31일에 이 자치체의 총인구는 30,934명이다. 추크의 공식 언어는 스위스 표준 독일어이지만 주요 사용 언어는 알레만계 스위스 독일어 방언의 현지 변형이다.

## 역사

### 선사시대
이 지역에서 가장 오래된 인간의 증거는 기원전 14,000년으로 거슬러 올라간다. 유목민 사냥꾼과 채집인에게서 나온 구석기 시대 유물이 추크 호수 북쪽 제방에서 발견되었다. 고고학자들은 또한 신석기 시대(기원전 5,500-2,200년)에 최초로 정착한 농부들의 시대부터 추크 호수 기슭에서 말뚝 주거지로 알려진 40개 이상의 호숫가 정착지를 발견했다. 이 호숫가 마을 정착지의 정점은 기원전 3800년에서 2450년 사이였다.

### 키부르크 가문
AD 600년경에 알레만족 가문과 부족이 현재의 추크 지역으로 이주했다. Blickensdorf라는 이름과 '- ikon'으로 끝나는 지명은 이것이 최초의 알레만식 생활 공간임을 증명한다. 바르와 리쉬의 교회도 중세 초기로 거슬러 올라간다. 이 지역에 대한 최초의 문서는 858년에 작성되었으며 독일인 왕 루트비히가 농장 차마 (캄)를 취리히 프라우뮌스터 수도원에 주었다고 언급한다. 이때, 오늘날의 추크 지역은 완전히 다른 수도원 지주와 세속 지주에게 속해 있었는데, 그중 가장 중요한 것은 합스부르크 왕가였으며, 1264년에 키부르크 권리를 상속받았고, 약 1400년까지 중앙 정치 권력을 유지했다.
고도 중세 도시 건설 과정에서 추크의 정착지는 1200년 이후 어느 시점에서 읍성을 받았다. 도시 설립자는 아마도 키부르크 백작이었을 것이다. 서기 1240년에 처음 언급된 이 도시는 1242년에 ‘오피 둠’, 1255년에 ‘카스트럼’이라고 불렸다.
1273년에는 합스부르크의 루돌프 1세가 키부르크의 상속인이자 에버하르트의 아내인 안나에게서 사들였다. 이 구매를 통해 추크 지역은 합스부르크 왕가의 통제로 넘어갔고, 합스부르크 집행관 하에 놓였다. 오이서 암트(Aeusser Amt) 또는 외부 지구는 각각 자체 란츠게마인데가 있지만, 단일 합스부르크 집행관이 통치하는 추크 주변의 마을과 마을로 구성되었다. 추크는 키부르크와 합스부르크 지역의 행정 중심지로서, 그 다음에는 지역 시장으로, 그 후에는 상품(특히 소금과 철)을 히르첼 언덕을 넘어 루체른으로 운송하기 위한 무대 도시로서 중요했다.

### 스위스 연방 가입
1352년 6월 27일, 추크 마을과 오이서 암트(Aeusser Amt)가 스위스 연방에 가입했으며, 오이서 암트는 도시와 정확히 같은 조건으로 받아들여졌고, 외곽 지역의 경우 평소와 같이 종속 토지로 받아들여지지 않았다. 그러나 1352년 9월 추크는 다시 자신의 영주를 인정해야 했고, 1355년에는 동맹과의 연결을 끊어야 했다. 1364년경, 도시와 오이서 암트는 슈비츠의 남자들에 의해 리그를 위해 회복되었고, 이때부터 추크는 리그의 모든 활동에 정회원으로 참여했다. 1379년 신성로마제국 황제 바츨라프는 추크는 모든 외부 관할권에서 면제되었고 1389년 합스부르크 왕가는 자신들의 주장을 포기하고, 연간 20 실버 마르크만 지불하도록 유보했으며, 1415년에 종료되었다. 1400년에 벤츠슬라우스는 모든 형사 관할권을 마을에만 부여했다. 1404년 오이서 암트는 추크의 깃발과 인장이 시골 지역 중 하나에 보관되어야 한다고 주장했으며 슈비츠가 이 주장을 지지했다. 이 문제는 중재에 의해 1412년에 마침내 해결되었으며 깃발은 마을에 보관되었다. 마침내 1415년에 그들의 란트담만을 선출할 권리는 연방에 의해 추크에게 주어졌고 독일 왕 지기스문트는 오이서 암트에 형사 관할권을 부여했다.
1351년 우리, 슈비츠, 운터발덴 및 루체른의 4개 삼림주와 취리히의 동맹이 시작되었다. 추크라는 도시는 취리히 및 루체른 도시와 합스부르크 관계가 있는 것으로 간주되어 정복되어야 했다. 이것은 경제적인 이유보다 정치적인 이유일 가능성이 높다. 루체른 시장은 스위스 중부에서 매우 중요했지만 취리히에도 크게 의존했다. 취리히는 1352년 6월에 연방군과 함께 추크를 포위했다. 추크는 항복했다. 1352년 6월 27일 취리히, 루체른, 추크, 우리, 슈비츠, 운터발덴이 동맹을 맺었다. 취리히에서는 이 ‘추커분트’(추크 동맹)를 편의 동맹으로 보았다. 추크라는 도시에서는 거의 변화가 없었고 추크는 합스부르크로 남았다. 같은 해, 추크 동맹은 모든 당사자에 의해 무효로 선언되었다. 그 후 슈비츠 지배의 기간이 따랐다. 점차적으로 추크는 주권과 연방이 되었다.
동시에 추크는 영지(발히빌, 캄, 강골프스빌 [리쉬] 휘넨베르크 및 슈타인하우젠, 현재 알그가우주의 일부인 오버뤼티) 형태로 여러 농촌 지역을 획득하여 영토를 확장했다. 추크는 그 자체로 연방이 되었으며, 그 자체로 도시와 해당 지역, 그리고 세 개의 외부(‘자유’) 시정촌인 애게리, 멘징겐(노이하임 포함)과 바르가 있다. 이 문제가 있는 이원론은 1798년까지, 즉 구 연방이 끝날 때까지, 즉 추크주의 정치 구조를 지배했다. 이 축소된 연맹의 통합 요소는 무엇보다도 시골 지방 자치 단체와 40명으로 구성된 시의회였다.

### 성장
1385년에 추크는 오스트리아의 레오폴트 3세에 대항하여 슈바벤 도시 동맹에 합류했고, 젬파흐 전투의 승리뿐만 아니라 남부 동맹의 다양한 아르고비아 (1415) 및 투르고비안 (1460) 정복에 참여했으며, 나중에는 이탈리아의 정복에도 참여했다. (1512), 이미 도솔라 계곡 점령에 참여했다. 1379년(발히빌)과 1477년(캄) 사이에 추크는 주로 북쪽과 서쪽에 있는 자신의 이웃에 있는 여러 지역을 획득했으며, 이 지역은 1798년까지 도시 단독으로 종속 토지로 통치되었다.
1478년에 더 큰 성벽의 건설이 시작되어, 도시 면적이 6배 늘어났다. 같은 해에 후기 고딕 양식의 성 오스왈드 교회가 건축되기 시작했다. 새로운 성벽의 건축 주인은 바바리언 스바비아 출신의 한스 펠터였다. 성벽의 평면도는 르네상스 시대의 이상적인 대칭 평면을 나타낸다. 이는 그 당시에는 매우 드문 것이었다. 추크의 작은 마을에서 구현된 전반적인 도시 계획은 당시에 현대적이었다.

### 종교개혁과 근세
종교개혁의 혼란기 동안 추크는 스위스 중부의 가톨릭 편에 머물렀고 옛 신앙을 유지했다. 전쟁 중인 종교 동맹은 카펠 암 알비스(Kappel am Albis, 1531)와 멘징엔의 구벨(Gubel)에서 싸웠다. 추크는 스위스 중부의 가장자리에 위치하여, 종파적인 국경 도시가 되었다. 종교개혁 기 동안 추크는 오래된 신앙을 고수했으며, 1529년에는 기독교 연합의 회원이 되었다. 1586년에는 황금 동맹의 회원이 되었다.
1798년까지의 기간은 내부 정치적 경쟁과 격동으로 특징지어졌다. 프랑스군의 침공은 구질서의 종말을 의미했고, 헬베티아 공화국의 질서와 함께 급진적인 정치적 변화가 일어났다. 추크는 발트슈태텐주의 일부가 되었고, 잠시나마 주의 수도가 되었다. 1848년 연방제와 중앙집권제, 연방과 중앙정부, 보수와 진보-급진주의 사이에서 50년간의 투쟁 끝에 오늘날의 스위스 연방 정부가 탄생했다. 추크는 11개의 지자체로 구성된 현재의 주 구조를 받았다.

### 산업화와 국제화
19세기까지 추크는 농경지로 구성되어 있었다. 실제 산업화는 1834년 운터애게리(Unterägeri)에 면화 공장을 세운 기업가 볼프강 헹켈러와 함께 시작되었다. 노이애게리와 바르의 두 회사가 그 뒤를 이었다. 1866년 미국의 조지 햄 페이지(George Ham Page)는 캄(Cham)에 유럽 최초의 연유 공장을 세웠고, 나중에 네슬레와 합병했다. 추크의 산업은 1896년에 설립되어 현재 도시바가 소유한 Landis+Gyr라는 회사가 지배했다. 1864년 스위스 철도망에 대한 연결이 중요했고, 20세기 초에 전기 트램으로 산과 계곡을 연결하는 것이 중요했다.
세기 후반에 역동적인 확장이 이루어졌고, 추크는 취리히와의 근접성과 매력적인 세금 정책의 도움으로 국내 및 국제 금융 및 무역 중심지가 되었다. 동시에 대규모 산업과 상업 지역이 발전했다. 고용이 급격히 증가하자 인구가 급격히 증가했고, 건물 붐이 급증했다. 주도 추크는 재정적으로 강한 주의 정상에 올랐다. 그리고 오늘날 이 도시는 영국 가디언지가 쓴 것처럼 ‘세계 경제의 나침반’이 되었다.

### 오늘날
추크는 세금이 낮은 지역으로 여러 다국적 기업의 본부이다. 20,000명 이상의 응답자에 대한 연구를 기반으로 한 2019년 Expat 도시 랭킹은 조사에 포함된 모든 도시 중에서 추크의 삶의 질을 가장 높게 평가했다. 이 마을에서 가장 잘 알려진 농산물은 키르슈이다.
2001년 9월 27일, 분노하고 불안정한 총잡이 프리드리히 라이바허(Friedrich Leibacher)는 추크 주의회에서 자신을 포함하여 15명을 사살했다. 이 사건은 추크 대학살로 알려지게 되었다.

## 지리

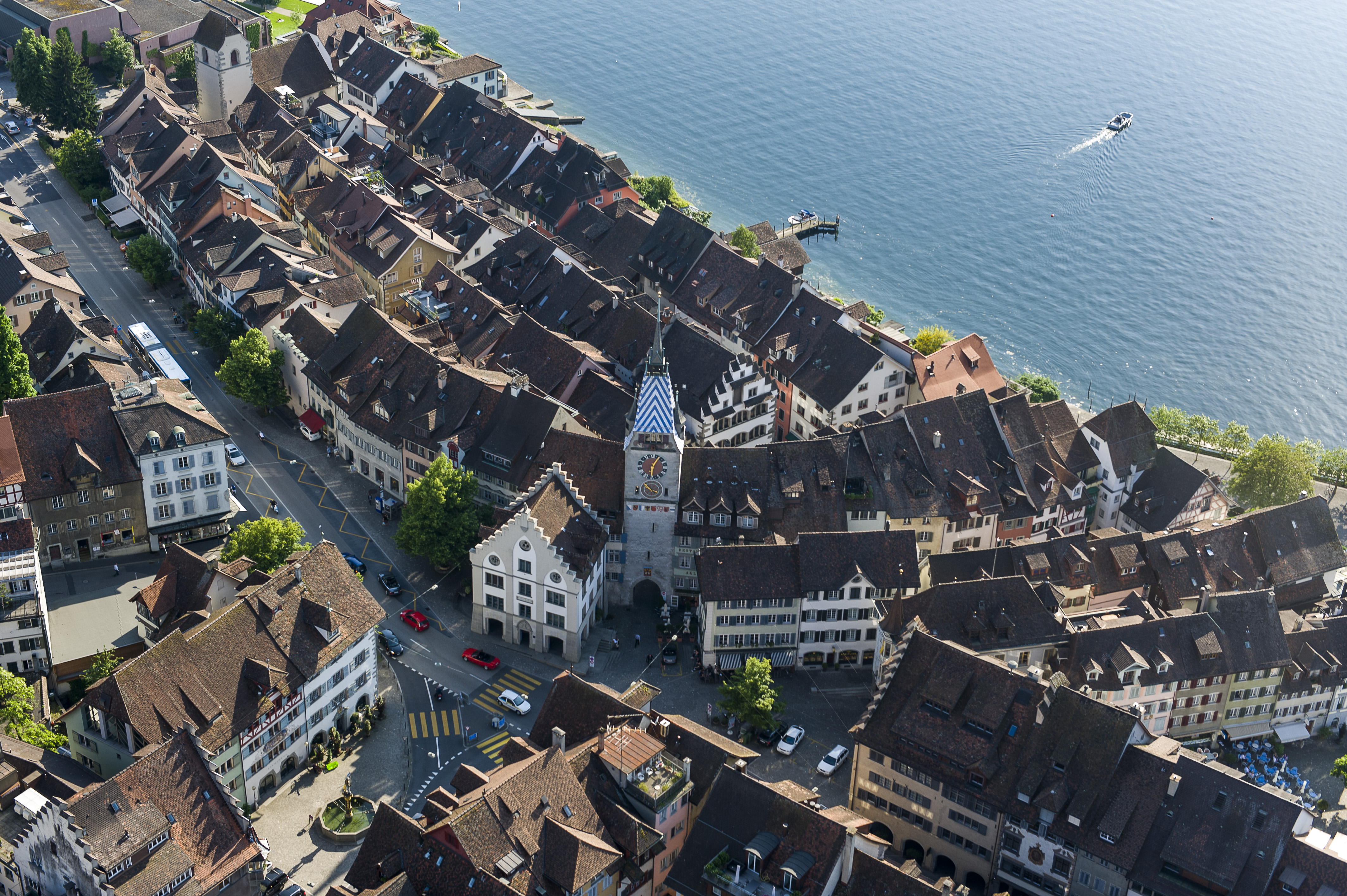
추크의 공중 사진

추크의 면적(2004년 조사 기준)은 21.63k㎡이다. 이 지역 중 약 33.1%가 농업용으로 사용되고 37.9%는 산림이다. 나머지 토지 중 26.6%는 정착지(건물 또는 도로)이고 2.5%는 비생산적인 토지이다. 2004년 조사에서 총 353ha 또는 전체 면적의 약 16.3%가 건물로 덮여 있었는데, 이는 1982년에 비해 60ha가 증가한 것이다. 같은 기간 동안 시정촌의 레크리에이션 공간은 8ha 증가했으며 현재 전체 면적의 약 2.53%이다. 농경지 중 54ha는 과수원과 포도원으로 사용되고 651ha는 들판과 초원이며 39ha는 고산 목초지로 구성되어 있다. 1982년 이래로 농경지는 74ha 감소했다. 같은 기간 동안 산림 면적은 2ha 증가했다.

### 기후
추크의 연간 강우량은 평균 136.1일이며 평균 강수량은 1,224mm이다. 1년에 평균 5.5일이 있으며 가시성은 국제 안개의 정의인 1km 미만으로 감소한다. 가장 습한 달은 8월로 추크의 평균 강수량은 158mm이다. 이 달의 평균 강수량은 12.7일이다. 강수량이 가장 많은 달은 6월로 평균 13.7일이지만 강수량은 156mm에 불과하다. 일년 중 가장 건조한 달은 1월로 12.7일 동안 평균 강수량이 67mm이다.
| 추크의 기후              | 추크의 기후 | 추크의 기후 | 추크의 기후 | 추크의 기후 | 추크의 기후 | 추크의 기후 | 추크의 기후 | 추크의 기후 | 추크의 기후 | 추크의 기후 | 추크의 기후 | 추크의 기후 | 추크의 기후 |
| 월                       | 1월         | 2월         | 3월         | 4월         | 5월         | 6월         | 7월         | 8월         | 9월         | 10월        | 11월        | 12월        | 연간        |
| ------------------------ | ----------- | ----------- | ----------- | ----------- | ----------- | ----------- | ----------- | ----------- | ----------- | ----------- | ----------- | ----------- | ----------- |
| 일평균 최고 기온 °C (°F) | 5 (41)      | 5 (41)      | 10 (50)     | 14 (57)     | 17 (63)     | 20 (68)     | 23 (73)     | 23 (73)     | 19 (66)     | 16 (61)     | 10 (50)     | 5 (41)      | 14 (57)     |
| 일평균 최저 기온 °C (°F) | −2 (28)     | −2 (28)     | 0 (32)      | 3 (37)      | 6 (43)      | 9 (48)      | 12 (54)     | 12 (54)     | 9 (48)      | 6 (43)      | 2 (36)      | −1 (30)     | 5 (40)      |
| 평균 강수일수 (≥ 1.0 mm) | 12.3        | 11.5        | 13          | 11.3        | 11.3        | 11.3        | 11.5        | 10.1        | 9.4         | 9.6         | 11.5        | 13.1        | 135.9       |
| 평균 강설일수 (≥ 1.0 cm) | 4.1         | 4.2         | 1           | 0.7         | 0.1         | 0           | 0           | 0           | 0           | 0.1         | 1.7         | 3.9         | 15.8        |
| 출처: Meteoblue          |             |             |             |             |             |             |             |             |             |             |             |             |             |

## 인구통계

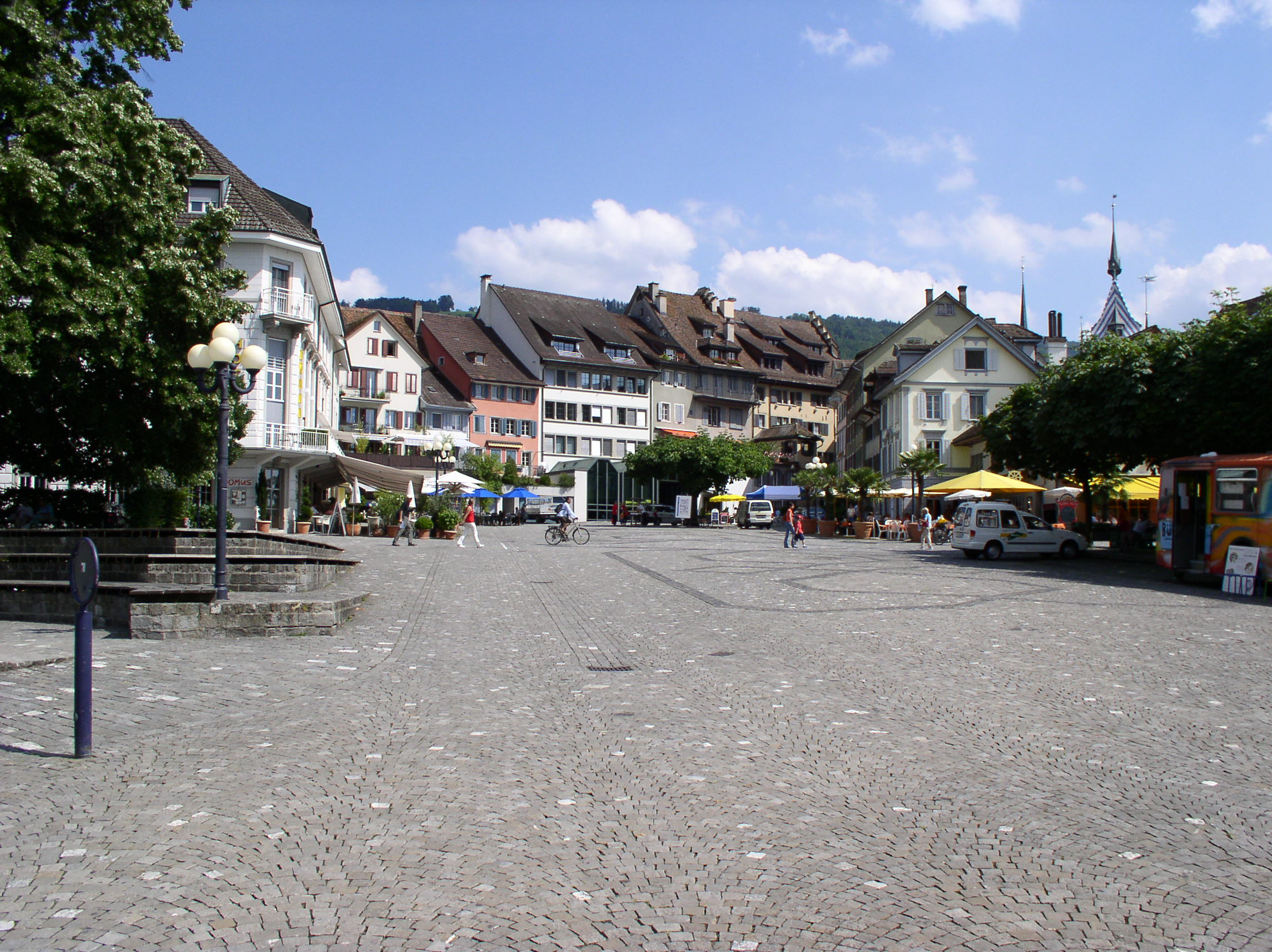
란츠게마인데 광장

추크의 인구(2020년 12월 31일 기준)는 30,934명이다. 2014년 기준 31.7%가 외국인이다. 지난 10년 동안 인구는 11.4%의 비율로 증가했다. 대부분의 인구(2000년 기준)는 독일어(81.8%)를 사용하며 이탈리아어가 두 번째로 많이 사용(3.8%)되고 세르보-크로아티아어가 세 번째(3.2%)로 사용된다.
추크에서는 인구의 약 76%(25-64세)가 비필수 고등교육 또는 추가 고등교육(대학 또는 응용학문대학)을 완료했다.
추크의 실업률은 2.28%이다. 2005년 기준으로 1차 경제 부문에 172명이 고용되어 있고, 이 부문에 약 51개 기업이 참여하고 있다. 5,821명의 사람들이 2차 부문에 고용되어 있고, 이 부문에 269개의 기업이 있다. 21,445명의 사람들이 3차 부문에 고용되어 있으며, 이 부문에 3,205개의 기업이 있다.

## 교육
추크 교육 시스템은 동등한 능력을 기반으로 하며 선택적인 중등 교육 및 직업 훈련과 함께 의무적인 초등 및 중등학교를 포함한다. 젊은이의 3분의 2가 직업 교육에 들어가 도제 과정과 연결되어 중등학교 9학년 이후에 직업 세계에 합류한다. 추크의 국제 비즈니스 커뮤니티는 추크 기술 및 산업 전문 대학인 GIBZ 및 비즈니스 칼리지인 KBZ와 함께 다양한 견습과정을 제공하며 학문적 지식과 기술을 제공한다.
추크는 오랜 교육 전통을 가지고 있다. 추커베르크에 있는 몬타나 연구소 추크, 추크 국제학교 또는 루체른(ISZL) 또는 Dr. Pfister Institute AG, 오버애게리(Oberägeri)와 같은 사립 학교는 이용 가능한 범위를 보완한다. 또한, 멘징겐에는 3개의 전직 비국가 교사 양성 대학, 캄에는 홀리크로스, 추크에는 성 미쉘이 있다.

### 3차교육
추크에는 두 개의 고등학교가 있다. 추크 마을의 주립 고등학교와 멘징겐의 주립학교이다. 또한 중등학교에는 직업 학교 추크와 비즈니스 연구 학교가 있으며, 이 학교는 주립학교 내에 통합되어 있다. 추크는 대학 주 중 하나이며, 한편으로는 사범대, PHZ 추크, 다른 한편으로는 금융 서비스를 위한 폴리테크닉이다.
또한 6개의 기술 대학(비즈니스, 컴퓨터 과학, 엔지니어링 디자인, 자연 요법 및 동종 요법, 아동 교육 및 구조 서비스)이 있다.

### 국제학교
교육 기관의 범위는 특히 소위 ‘국외 거주자’라고 불리는 외국인 직원의 경우 세계화된 경쟁 세계에서 위치를 결정하는 핵심 요소이다. 이에 따라 4개의 국제학교가 개발되었으며 높은 학생 수용률을 보고한다.

## 문화

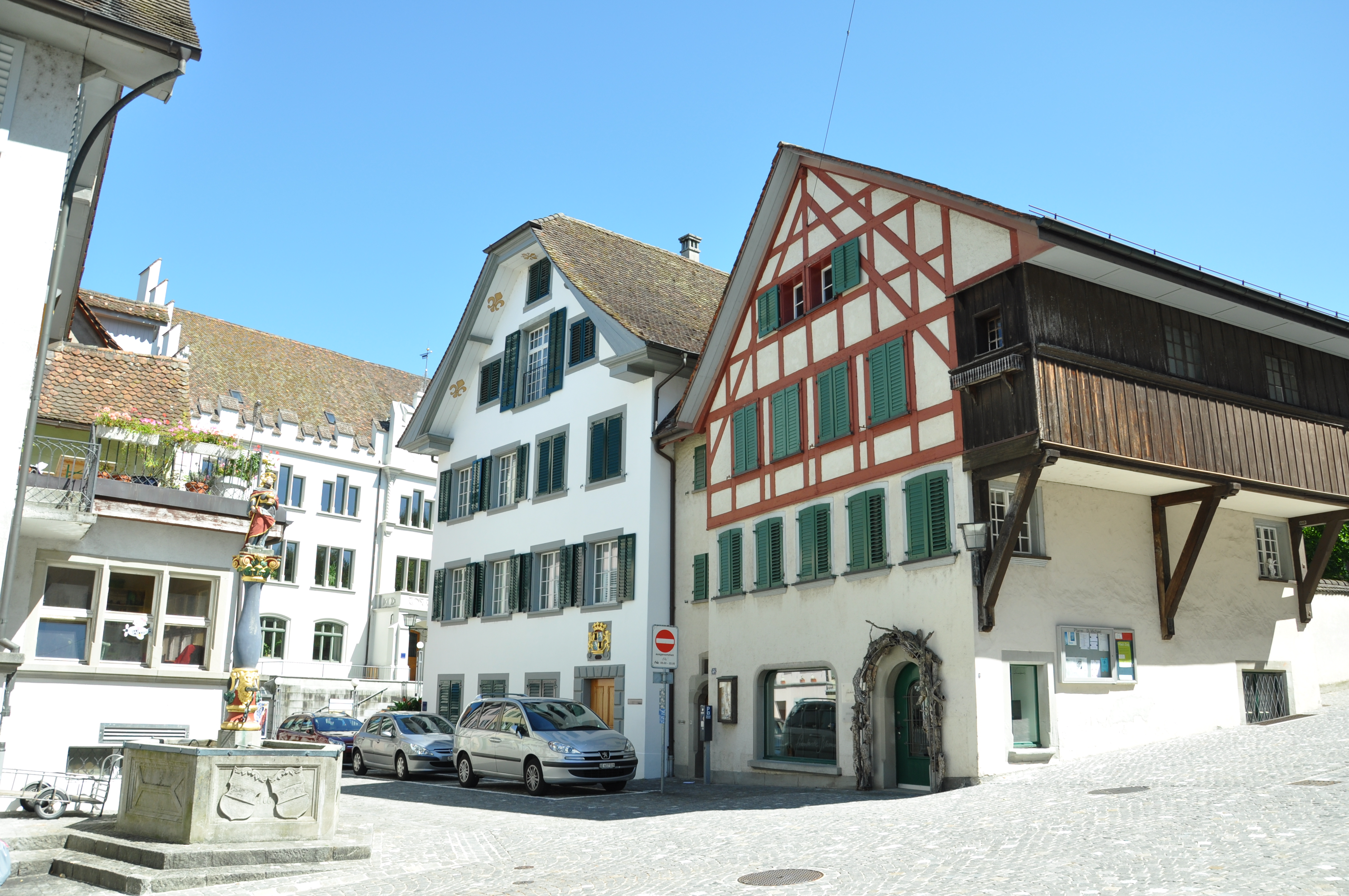
추크 교구 교회 도서관

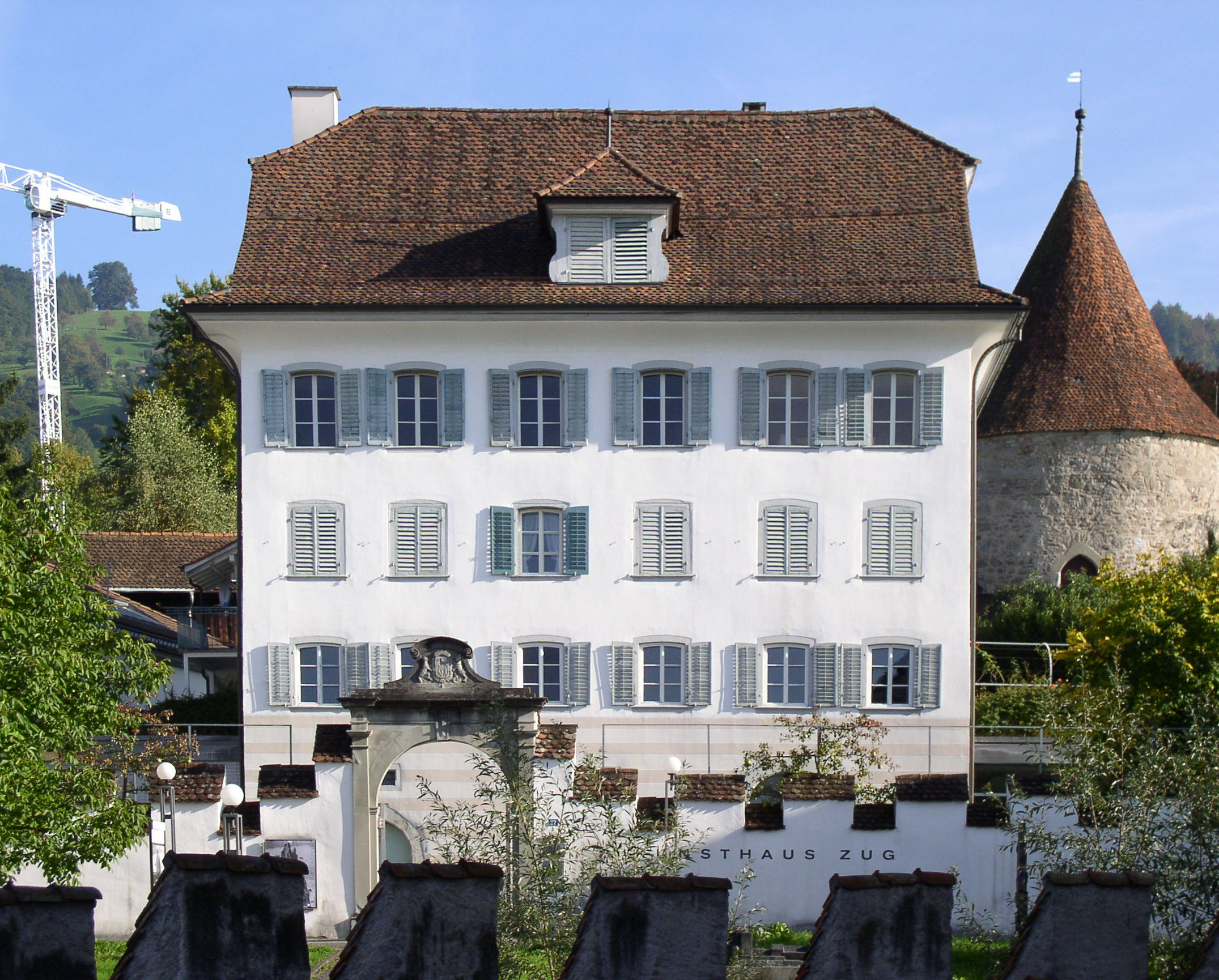
Kunsthaus or 미술관

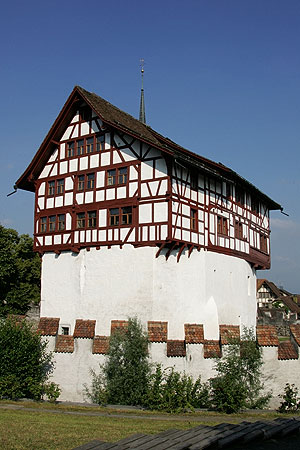
추크성, 현재는 박물관

호숫가는 제방이 되어 산책로를 형성하고 있어, 리기와 필라투스, 베른고원의 눈 덮인 봉우리를 조망할 수 있다. 북쪽 끝을 향해 기념비는 1887년에 해안의 일부가 호수로 미끄러져 들어간 지점을 표시한다.
성벽의 4개와 성벽의 작은 부분만 남아 있지만, 도시의 오래된 부분은 다소 붐빈다.
이 도시에서 가장 눈에 띄는 오래된 건물은 1485년에 팔 중 하나를 추크로 가져온 노섬브리아의 왕 세인트 오스발트(642년)에게 헌정된 세인트 오스발트 교구 교회(15세기 후반)이다. 시청, 또한 15세기 건물로 현재 역사와 골동품 박물관이 있다. 근처에 오래된 페인트칠 된 고풍스러운 집들이 있다. 산비탈을 조금 더 올라가면 성벽에 기대어 볼 수 있는 인상적인 위치에 카푸친 수도원이 있다. 더 높은 구시가지 바깥쪽에는 1902년에 봉헌된 성 미카엘의 멋진 새 교구 교회가 있다.
비즈니스 지구는 기차역 근처의 구시가지 북쪽 상승 지대에 있다. 몇 개의 훌륭한 현대식 건물이 도시와 그 남쪽 해안가에 우뚝 솟아 있으며 남서쪽에는 큰 여학교와 기타 여러 교육 시설을 관리하는 카푸친 수도원이 있다.
추크 선사시대 박물관에는 특히 청동기 시대 후기 (토지 문화) 정착지인 추크-줌프프의 중요한 고고학적 유물이 소장되어 있다. 러시아 예카테리나 2세의 많은 친척 후손들이 추크에서 자리를 잡아 볼가 독일인으로 알려지게 되었다.

### 박물관
마을에는 세 개의 박물관이 있다. 선사시대 박물관은 추크주에서 발견한 고고학 유물을 보여준다. 성에는 문화사 박물관이 있어서 마을과 추크주의 생활상을 보여준다. 추크 미술관은 전시회를 통해 방문객들을 매료시킨다. 몇몇 지자체에는 자체 지역 박물관도 있다. 추크의 카지노 극장과 추크 부르크바흐켈러, 촐러 할레 문화 센터가 가장 유명한 시설이다. 바르, 캄 및 로트크로이츠에 있는 이벤트 센터와 추크 청소년 마당(Galvanik, Podium Industrie 45)은 다양한 문화 행사를 풍성하게 한다.
추크는 추커베르크 및 발히빌러베르크 오버알미크, 회로넨 및 질강을 비롯한 산, 강 및 호수로 둘러싸여 있다. 촐러(Choller) 자연 보호 구역도 추크 호수 근처에 있다.
마을 내 명소로는 휘흐넨베르크 근처의 후기 고딕 양식의 성 볼프강 또는 추크의 성 오스발트, 시청과 시계탑이 있는 추크의 구시가지, 후빌러 타워, 추어라우벤호프, 마을 외곽에 있는 추어라우벤 가문의 봉건 영지 등이 있다.
추크의 문화에는 유명한 추커 체리 리큐어 케이크도 포함된다. 체리와 체리 리큐어 케이크 외에도 지역 특산품에는 많은 메뉴에서 볼 수 있는 고급 은어인 추크 ‘뢰텔’이 있다.
박물관, 극장, 오케스트라 및 기타 문화 단체의 포괄적 조직인 IG 컬처 추크 협회는 1995년 추크에서 설립되었다. 이 협회는 해당주의 문화 행사 일정과 잡지를 발행한다. 2019년에는 167명의 회원이 있었다.

### 유적지
추크에는 국가적으로 중요한 스위스 문화 유산이 많이 있다. 여기에는 이전 카푸친 수도원의 도서관과 성 미쉘 교구 교회의 도서관 두 개의 도서관이 포함된다. 하나의 고고학 유적지인 줌프프 청동기 시대 후기 호숫가 정착지와 세 개의 박물관이 포함되어 있다. 부르크 (성 박물관), 쿤스트하우스 (미술관) 및 고대 역사 박물관(Museum für Urgeschichte)이 그것이다. 목록에 포함된 세 곳의 아카이브가 있다. 시민의 추크 기록 보관소, 추크 주/주 기록 보관소 및 Landis & Gyr AG 회사 기록 보관소가 그것에 해당한다. 나머지 사이트는 샤르넬 하우스가 성 오스발트의 가톨릭 교회, 성 미쉘의 신학교, 도시 성벽 및 추크의 구시가지에 있는 여러 건물이다.
오터스빌/인젤 아일렌, 리트마트 및 줌프프의 선사시대 정착지는 유네스코 세계문화유산인 알프스 주변의 선사시대 말뚝 주거지의 일부이다.

## 교통
추크는 중요한 운송 노드 역할을 한다.

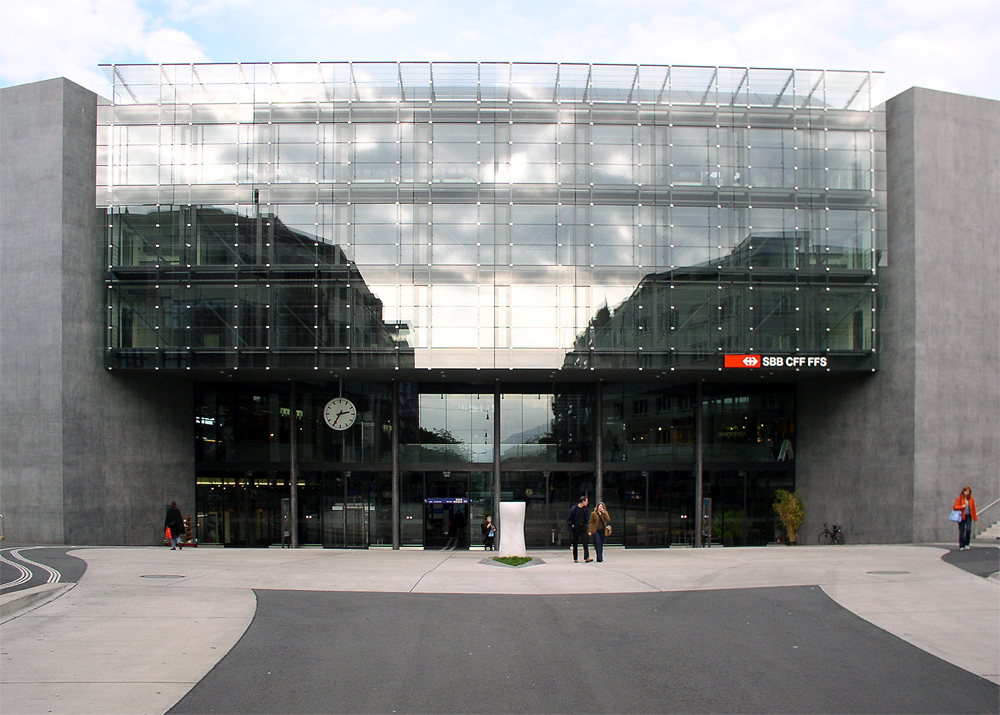
추크역

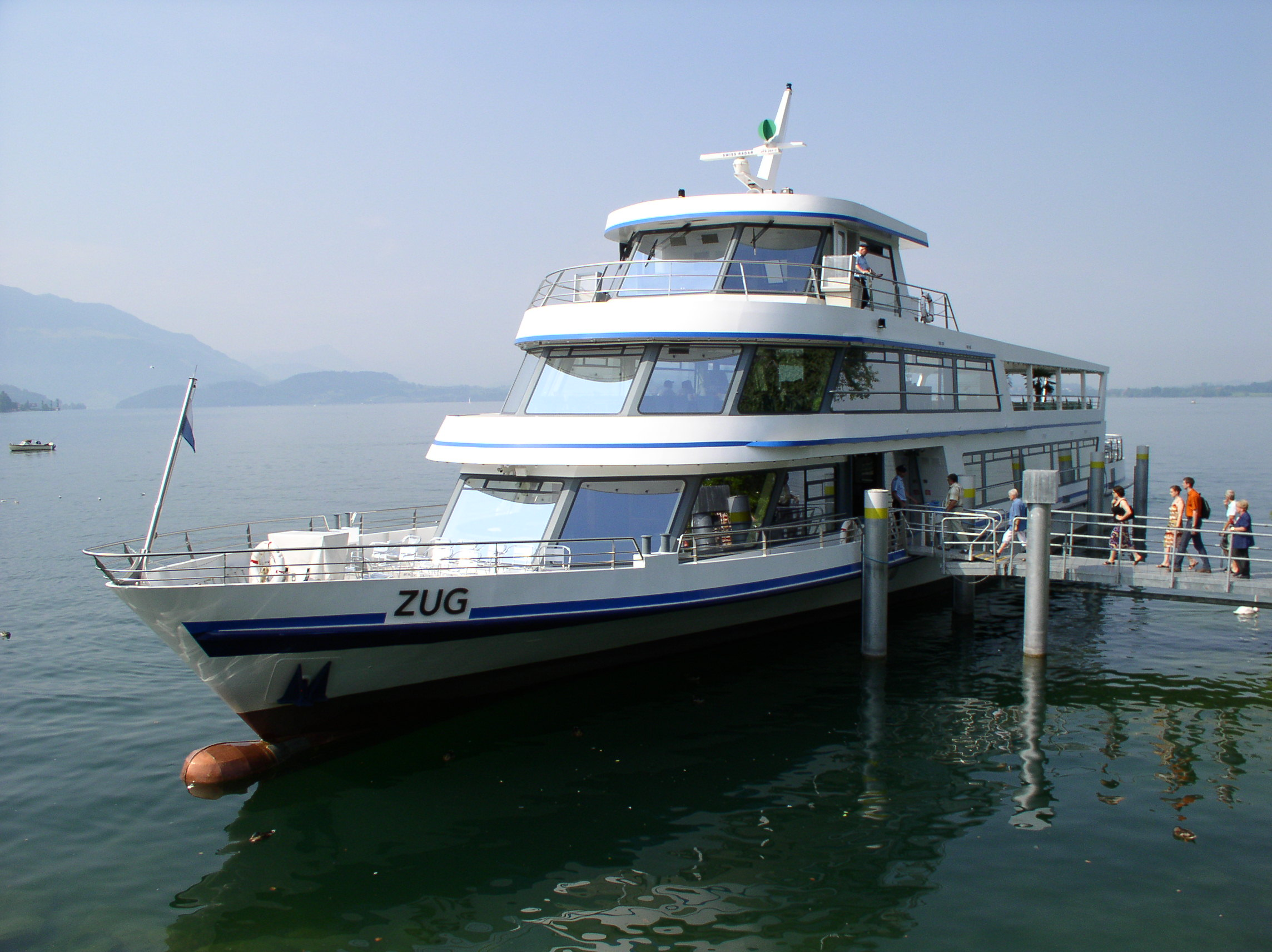
MS Zug

ZVB 추카란트 교통회사는 도시와 주 내에서 광범위한 버스망을 연결한다.
스위스 연방 철도는 추크역에서 캄(Cham) - 호르겐 - 취리히, 슈타인하우젠 – 아폴테른 암 알비스, 아트-골다우 - 고트하르트 고개 - 티치노 및 이탈리아, 로트크로이츠 - 루체른으로 연결된다. 추크는 추크 슈타트반(S-반 스타일의 통근 철도망)의 허브이다. 네트워크는 다음 노선으로 구성되었다.
- S1: 바르–추크–캄–로트크로이츠–(루체른)  (또한 루체른 S-반의 S1)
- S2: 바르 린덴파크–추크–발히빌–아트-골다우–(에르스트펠트)

추크는 또한 S5 및 S24 라인의 취리히 S-반 교외 철도망의 끝에 있다.
추커베르크반은 쉐네그의 추크 교외 (558m)와 Vordergeissboden (문자 그대로: 전방 염소 지형, 925m), 마을과 추크 호수가 내려다보이는 추커베르크 고원을 연결하는 케이블카이다.
A4 고속도로와 기타 주요 도로는 추크를 나머지 지역과 연결한다.
추크 호수의 수상 운송은 (Motor Ship) MS 추크, MS 슈비츠, MS 리기 및 MS 쉬반이 제공하는 호수의 대중교통과 함께 마을을 중심으로 한다. 이 선박은 지역 대중교통 책임자인 ZVB 추커란트 교통회사의 파트너인 추커제 해운 소유이다.

## 같이 보기
- 스위스 은행